# Kheta Ram
Kheta Ram (* 20. September 1986 in Khokhsar, Rajasthan) ist ein indischer Leichtathlet, der sich auf den Langstreckenlauf spezialisiert hat.

## Sportliche Laufbahn
Erste internationale Erfolge feierte Kheta Ram beim Mumbai-Halbmarathon 2011, bei dem er nach 1:05:32 h auf dem dritten Platz einlief. Anschließend nahm er im 10.000-Meter-Lauf an den Asienmeisterschaften in Kōbe teil und belegte dort in 30:31,85 min den siebten Platz. Zwei Jahre später erreichte er dann bei den Asienmeisterschaften in Pune in 29:35,72 min Rang vier. 2014 nahm er an den Asienspielen im südkoreanischen Incheon teil und wurde dort in 13:37,40 min Siebter im 5000-Meter-Lauf. 2015 siegte er erstmals bei einem Marathon in Thane nach 2:22:32 h und 2016 gewann er bei den Südasienspielen in Guwahati in 2:21:14 h die Bronzemedaille hinter seinem Landsmann Nitendra Singh Rawat und Anuradha Cooray aus Sri Lanka. Damit qualifizierte er sich auch für die Teilnahme an den Olympischen Spielen in Rio de Janeiro, bei denen er sich nach 2:15:26 h auf dem 26. Rang klassierte. 2017 lief er beim Mumbai-Halbmarathon nach 1:06:15 h auf Rang drei ein und im Jahr darauf wurde er nach 1:09:13 h Zweiter.
Im Jahr 2013 wurde Ram indischer Meister im 10.000-Meter-Lauf.

## Persönliche Bestzeiten
- 5000 Meter: 13:37,40 min, 27. September 2014 in Incheon
- 10.000 Meter: 29:20,35 min, 11. Juni 2011 in Bengaluru
- Halbmarathon: 1:04:44 h, 27. November 2011 in Incheon
- Marathon: 2:15:26 h, 21. August 2016 in Rio de Janeiro